# Eoophyla latipennis
Eoophyla latipennis là một loài bướm đêm trong họ Crambidae.